# Horst Jüssen
Horst Jüssen (* 10. Januar 1941 in Recklinghausen; † 10. November 2008 in München) war ein deutscher Schauspieler, Regisseur, Kabarettist und Autor.

## Leben
Jüssen wuchs in Husum auf. Nach dem Abitur auf einem Wirtschaftsgymnasium absolvierte er eine Ausbildung zum Bankkaufmann. Anschließend ging er 1962 auf eine Schauspielschule. Von 1963 bis 1965 hatte er ein Engagement an der Freien Volksbühne Berlin. 1965 gründete er sein Berliner Tournee Theater, das er nach 17 Vorstellungen schließen musste. Ab 1967 wirkte er als Kabarettist beim Renitenztheater in Stuttgart. Von 1969 bis zu ihrer vorübergehenden Auflösung 1972 war er Mitglied der Münchner Lach- und Schießgesellschaft zusammen mit Dieter Hildebrandt, Klaus Havenstein, Jürgen Scheller und Ursula Noack. Er trat auf Theaterbühnen in Hamburg, Köln und Düsseldorf auf und machte 24 Theatertourneen. Jüssen spielte dabei sowohl in Boulevardstücken als auch in ernsten Stücken, unter anderem von William Shakespeare, Tom Topor, Friedrich Schiller, Wolfgang Borchert und Molière. 
Von 1973 bis 1977 war er Ensemblemitglied in der ARD-Klamaukserie Klimbim und verkörperte im Programmpunkt Die Klimbims  den arbeitsscheuen Liebhaber Adolar von Scheußlich. Im Jahr 1990 spielte er in der Comedy-Serie Die lieben Verwandten eine Hauptrolle. Ab 2001 trat Jüssen als „Preuße vom Dienst“ zweimal jährlich mit dem Chiemgauer Volkstheater in TV-Aufzeichnungen des Bayerischen Rundfunks auf. Ab 2004 ging er mit dem alten Klimbim-Ensemble mit dem von ihm geschriebenen Stück Die Klimbim-Familie lebt auf Gastspielreise, bei der 320 Vorstellungen gegeben wurden. Jüssen hatte Gastauftritte in vielen Fernsehserien, unter anderem Derrick, Mordkommission und Florida Lady. Er schrieb Drehbücher unter anderem für Dieter Hildebrandts Notizen aus der Provinz.
Er veröffentlichte 1984 unter dem Namen KruzcinsKi eine Single mit dem Titel Das war’s.
Im Jahr 2007 erschien sein dritter Roman Joseph Satan. Für sein Kindertheaterstück Kaspar und der Löwe Poldi erhielt er den Brüder-Grimm-Preis des Landes Berlin. Aus Gerhart Hauptmanns Novelle Wanda machte er eine Bühnenfassung und bearbeitete Stücke von Shakespeare, Molière und Ben Jonson.

## Privates
Horst Jüssen war ab 1979 mit der Schlagersängerin Lena Valaitis verheiratet und hatte mit ihr einen Sohn.  Er lebte zuletzt in München. Seit Ende 2007 litt Jüssen, der 45 Jahre lang ein starker Raucher war, an Lungenkrebs, dem er am 10. November 2008 erlag.
Seine Grabstätte befindet sich im Familiengrab auf dem Waldfriedhof Grünwald (Grabfeld 19) bei München.

## Ehrungen und Auszeichnungen
Jüssen war Träger des Grimme-Preises.

## Werke
- Jeschua. Betzel, Nienburg (Weser) 2001, ISBN 3-932069-07-2.
- Ein Teufelskreis. Betzel, Nienburg (Weser) 2002, ISBN 3-932069-08-0; Berlin: beam-Bibliothek (E-Book)
- Alles über Alles. Betzel, Nienburg (Weser) 2004, ISBN 3-932069-41-2.
- Joseph Satan. Gryphon, München u. a. 2007, ISBN 978-3-937800-75-2